# Sempronia (sorella dei Gracchi)
Sempronia (170 a.C. – 101 a.C.) è stata una nobildonna romana.

## Biografia
Figlia di T. Sempronio Gracco e di Cornelia, fu sorella di Tiberio e Gaio Gracco.
Sposò Scipione Emiliano; il matrimonio fu infelice, soprattutto a causa della sterilità di Sempronia e della politica della sua famiglia di origine, opposta a quella perseguita da suo marito. Alla morte del padre Sempronio Gracco, infatti, si venne a creare una scissione tra le due famiglie, che finì con l'allontanare i due coniugi. Nonostante ciò Scipione non ripudiò la moglie, probabilmente perché la loro era una unione cum manu.
Alla morte del marito, avvenuta nel 129 a.C. in circostanze misteriose, Sempronia venne sospettata di omicidio e scomparve dalla vita pubblica per trent'anni. Si ipotizza che abbia trascorso tale lasso di tempo a Miseno, insieme alla madre, e che proprio Sempronia abbia potuto così in seguito fornire informazioni sugli ultimi anni della vita di Cornelia.
Sempronia ricomparve nel 101 a.C. durante un'assemblea popolare istituita per attribuire la paternità di T. Gracco, suo fratello, a un tale Lucio Equizio. Sempronia non riconobbe in Equizio il proprio nipote.